# Pretty Persuasion
Pretty Persuasion (bra: Garotas Malvadas; prt: Inocência Sedutora) é um filme americano de comédia dramática de 2005, dirigido por Marcos Siega.

## Sinopse
Kimberly (Evan Rachel Wood) é uma adolescente rica e mimada que mora na sofisticada Beverly Hills. Dona de uma inteligência impressionante, a garota manipula todos ao seu redor, em especial suas amigas Brittany (Elisabeth Harnois) e Randa (Adi Schnall). A crueldade de Kimberly é tamanha que ela faz com que suas amigas processem o professor de teatro Percy (Ron Livingstone) por assédio sexual. Ao mesmo tempo, a repórter Emily (Jane Krakowski) vê neste escândalo a grande chance de sua carreira. Neste complicado jogo de interesses, os envolvidos tentam tirar vantagem da situação da melhor maneira possível, sem imaginar que o futuro de todos está nas mãos de uma doce garotinha de 15 anos.

## Elenco
- Evan Rachel Wood como Kimberly Joyce
- James Woods como Hank Joyce
- Ron Livingston como Percy Anderson
- Elizabeth Harnois como Brittany
- Adi Schnall como Randa
- Stark Sands como Troy
- Jane Krakowski como Emily Klein
- Michael Hitchcock como Headmaster Charles Meyer
- Danny Comden como Roger Nicholl
- Jaime King como Kathy Joyce
- Josh Zuckerman como Josh Horowitz
- James Snyder como Dave
- Cody McMains como Kenny
- Selma Blair como Grace Anderson
- Clyde Kusatsu como Judge Carl Munro
- Robert Joy como Larry Horowitz
- Octavia Spencer como Mulher